# 財部町
財部町（たからべちょう）は、鹿児島県曽於郡に存在した町。旧東囎唹郡。

## 地理
鹿児島県の北東部に位置し、県都の鹿児島市までは63キロメートル。北および東は宮崎県都城市、南は末吉町、西は国分市、霧島町、福山町が隣接。総面積は115.72平方キロメートル。

## 歴史
- 1873年（明治4年） - 廃藩置県により鹿児島県に属し、後に都城県が設置され編入。
- 1889年（明治22年）4月1日 - 財部郷一帯の下財部村, 南俣村, 北俣村を合併し、東囎唹郡財部村として誕生。
- 1897年（明治30年）4月1日 - 東囎唹郡が南諸県郡と統合され囎唹郡となる[1]。
- 1926年（大正15年） - 町制を施行し財部町となる。
- 1972年（昭和47年）4月1日 - 囎唹郡が曽於郡に改称。
- 1976年（昭和51年） - 町制施行50周年記念式典。町民憲章制定。
- 2005年（平成17年）7月1日 - 隣接する末吉町、大隅町と合併し曽於市となったことに伴い消滅した。

### 町名の由来
敏達天皇の時代に、豊穣を願って日の御子とされる穀霊を招き降ろし、朝日が直射する東向きの聖地で収穫された稲を供えて祀る、新誉の儀礼を司る日奉部が置かれ、後に「財日奉部」と称され、これが起源となったといわれている。

## 主な産業
- 農業
  - 水稲・茶・サトイモ・かぼちゃ等の生産。焼酎ブームにより甘藷の生産が増えている。
- 畜産業
  - 肉用牛を主な生産基盤とし、全農業所得の半分を占めている。他に養鶏、養豚も行われている。
- 林業
  - 人工林率が町総面積の64%は県内一。

## 地域

### 学校教育

#### 小学校
- 財部町立財部南小学校
- 財部町立財部小学校
- 財部町立財部北小学校
- 財部町立中谷小学校

#### 中学校
- 財部町立財部南中学校
- 財部町立財部中学校
- 財部町立財部北中学校

#### 高等学校
- 鹿児島県立財部高等学校

### 電話
市外局番は宮崎県都城市と一緒の (0986) である。

## 交通

### 鉄道
九州旅客鉄道（JR九州）
- 日豊本線：財部駅 - 北俣駅 - 大隅大川原駅

### 道路

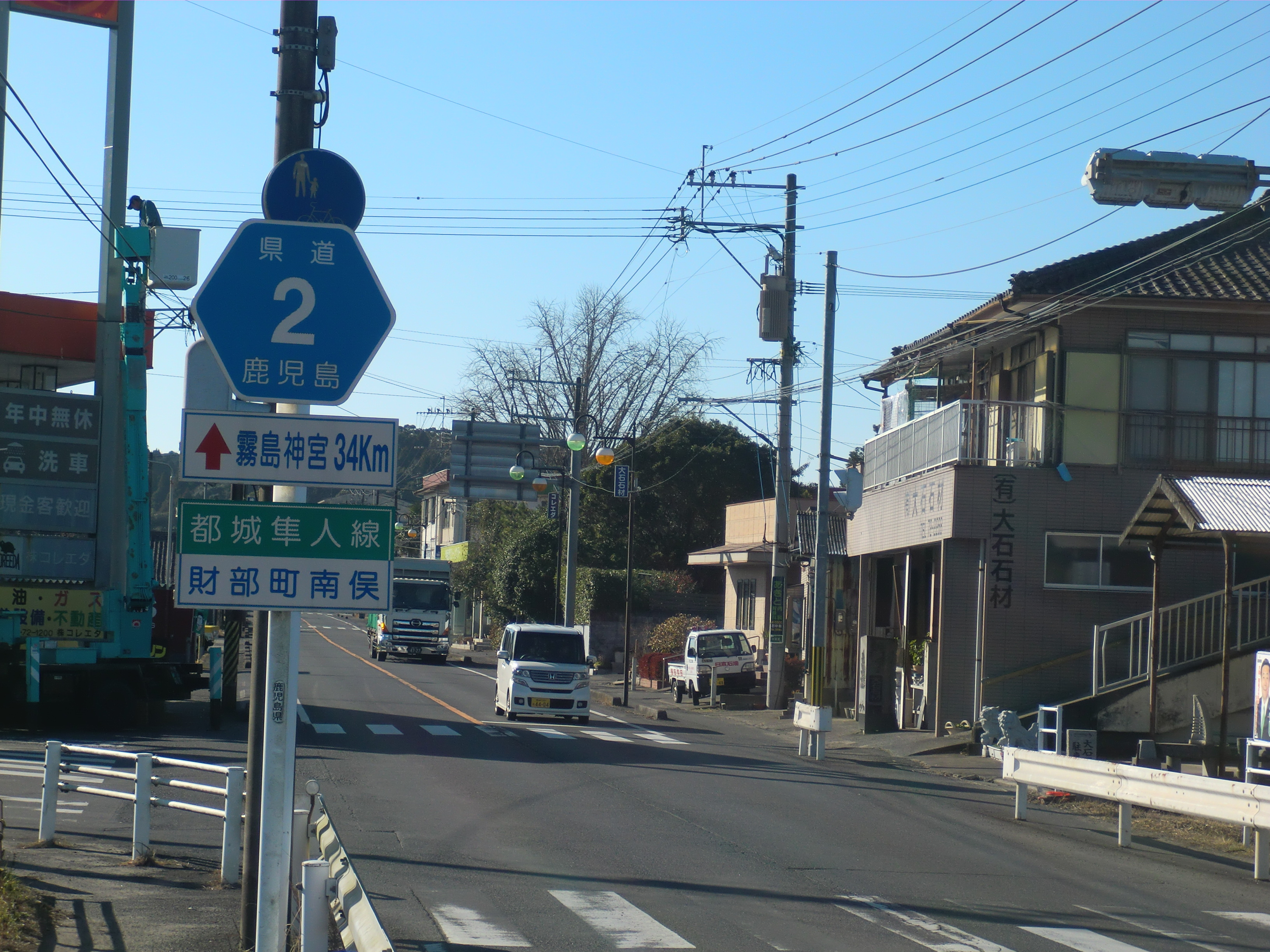
鹿児島県道2号　都城隼人線（財部町南俣）

高速道路
- 東九州自動車道：末吉財部インターチェンジ

一般国道
- 国道10号

主要地方道
- 宮崎県道・鹿児島県道2号都城隼人線

道の駅
- たからべ

## 観光・史跡

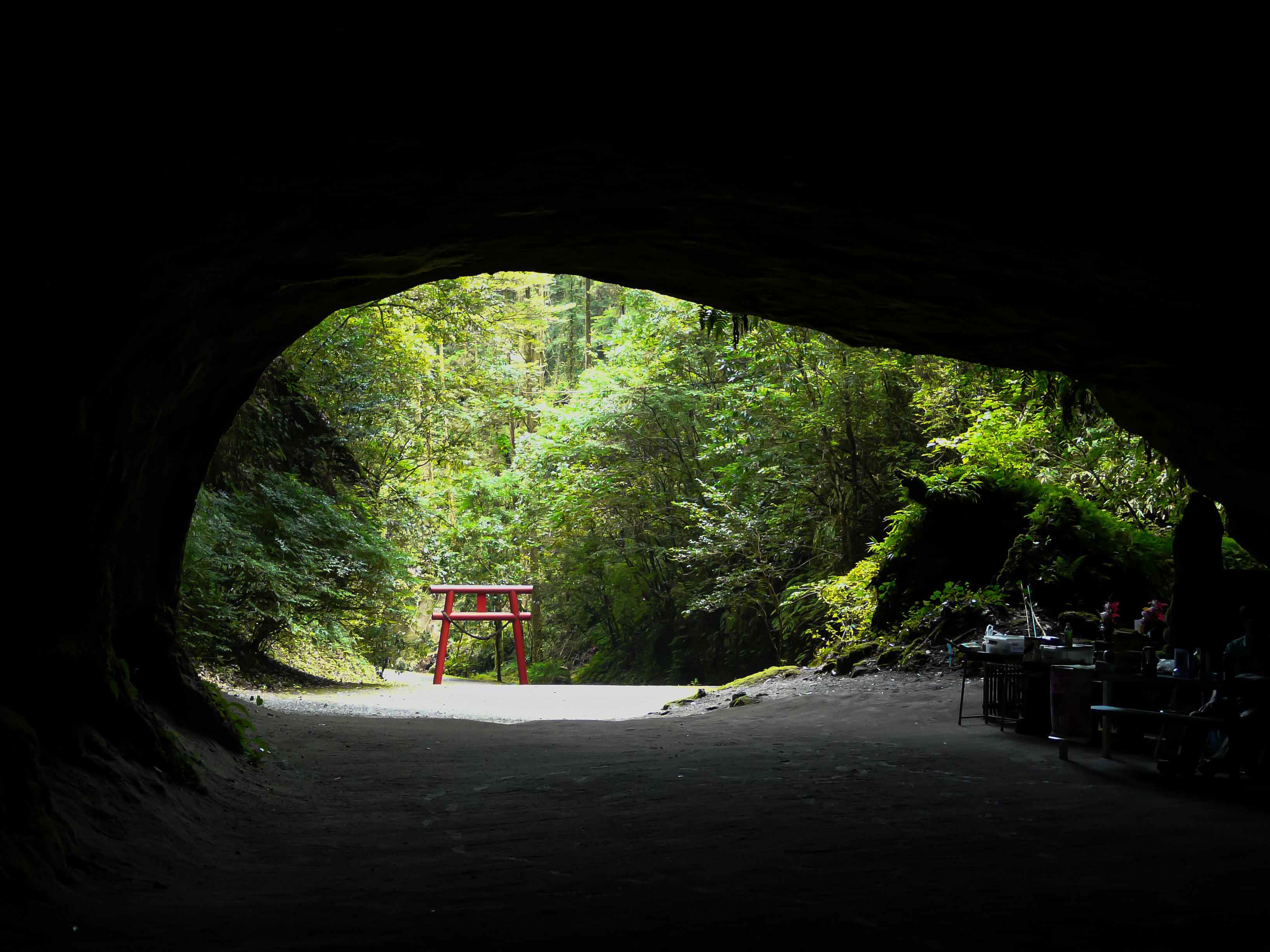
洞穴内より開口部方向を望む

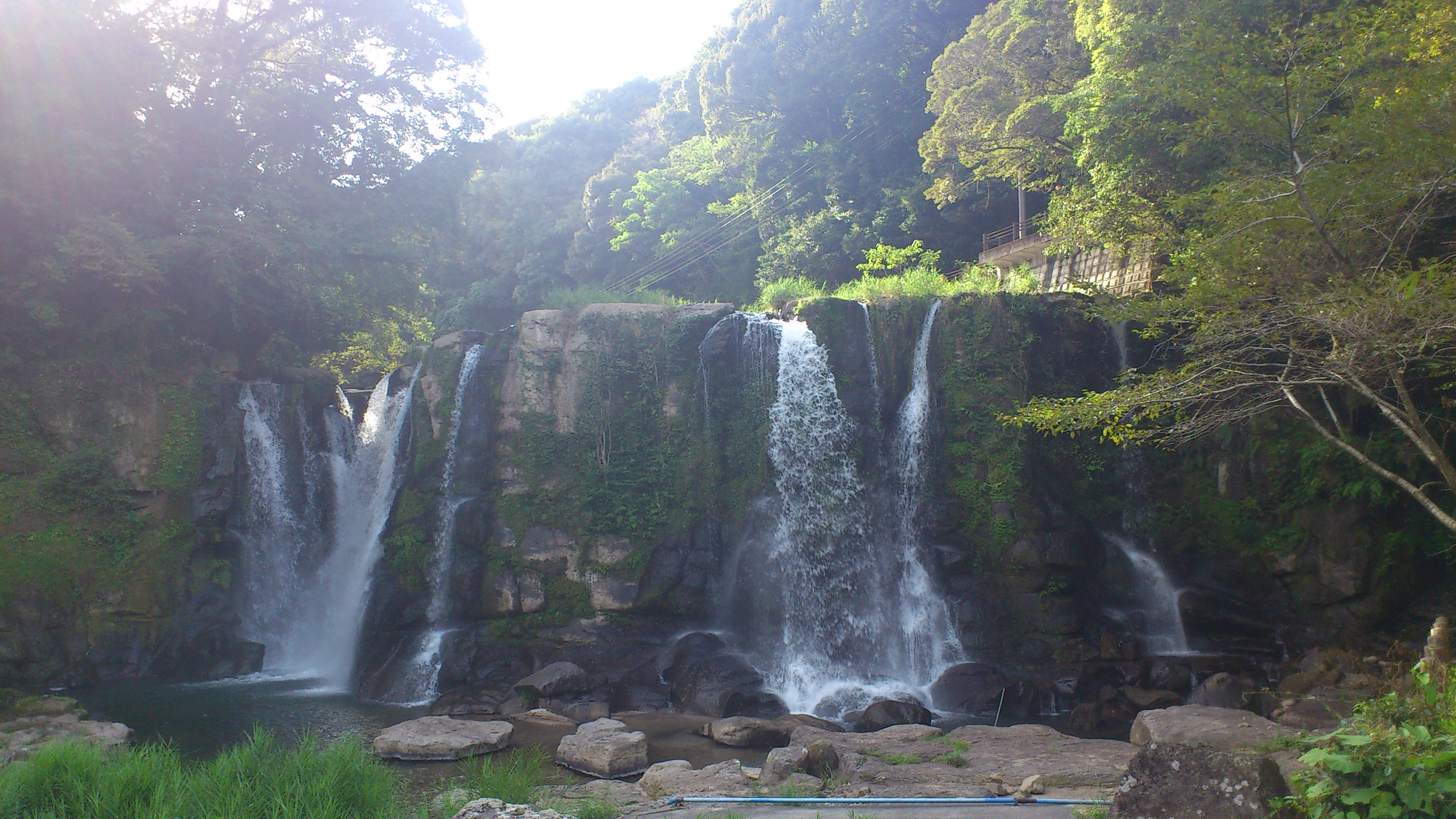
桐原の滝

- 観光スポット
  - 大川原峡 - 悠久の森
  - 桐原の滝
  - 白鹿岳（曽於郡で一番標高の高い山）
  - 溝ノ口洞穴 - 国の天然記念物
- 史跡
  - 龍虎城跡

## その他
大日本帝国陸軍第57軍司令部。第二次世界大戦末期の昭和20年（1945年）4月8日に編成され、第16方面軍隷下鹿児島県財部町城山に在って連合軍の九州南部上陸に備えていたが、連合軍の九州南部上陸は無く当地で終戦を迎えた。